# Sharon Springs (Kansas)
Sharon Springs ist eine City und der County Seat des Wallace County im US-Bundesstaat Kansas. Beim American Community Survey von 2018 wurde die Einwohnerzahl mit 858 angegeben, für 2020 gibt der US-Census 751 Einwohner an.

## Geografie
Sharon Springs liegt im Westen des Bundesstaates Kansas, rund 25 Kilometer von der Grenze zu Colorado entfernt. Sharon Springs liegt an der Kreuzung des U.S. Highway 40 zwischen Colorado Springs und Oakley und ist knapp 50 Kilometer vom Interstate 70 entfernt.
In Sharon Springs herrscht ein semiarides Klima.

### Nachbargemeinden
| Burlington     | Goodland (55 km) | Winona (50 km)  |  |
| Weskan (20 km) |                  | Wallace (15 km) |  |
| Sheridan Lake  | Tribune (29 km)  |                 |  |

Die Entfernungsangaben beziehen sich auf die Entfernung bis zum Ortszentrum.

## Geschichte
Ursprünglich wurde das Gebiet des heutigen Sharon Springs von nomadischen Indianerstämmen wie den Cheyenne, den Arapaho und den Wichita durchstreift. Sharon Springs wurde 1868 mit der Anlage des Bahnhofes Eagle Tail an der damals im Bau befindlichen Strecke der Union Pacific Railroad gegründet. 1886 erhielt die Stadt ihren heutigen Namen Sharon Springs nach einem gleichnamigen Dorf in New York. Im Januar 1887 gab es in Sharon Springs bereits eine Bank, eine Tageszeitung und mehrere Geschäfte. Im gleichen Jahr wurde der Ort Verwaltungssitz des Wallace County. 1890 wurde Sharon Springs zur City erhoben.
2013 ereignete sich nördlich von Sharon Springs im Wallace County ein Erdfall, dessen Einsturzkrater etwa 30 m tief und 70 m breit war.

## Bevölkerung
Beim American Community Survey im Jahr 2018 hatte Sharon Springs 858 Einwohner, was ein Bevölkerungswachstum im Vergleich zum United States Census 2010 bedeutet, als die Gemeinde 748 Einwohner hatte. 98,1 Prozent der Einwohner waren Weiße, 0,8 Prozent Asiaten, 0,6 Prozent Afroamerikaner und 0,5 Prozent amerikanische Ureinwohner. 2,3 Prozent der Bevölkerung in allen Ethnien waren Hispanics oder Latinos. Altersmäßig verteilten sich die Einwohner auf 17,5 Prozent Minderjährige, 2,2 Prozent im Alter von 18 bis 24, 14,1 Prozent zwischen 25 und 44, 36,4 Prozent zwischen 45 und 64 und 29,8 Prozent der Einwohner waren 65 Jahre alt oder älter. Das Medianalter lag bei 54,6 Jahren. 48,4 Prozent der Einwohner von Sharon Springs waren Männer und 51,6 Prozent waren Frauen.
Die Einwohner von Sharon Springs verteilten sich 2018 auf 292 Haushalte und 167 Familien. 17,1 Prozent der Haushalte hatten Kinder unter 18 Jahren, die bei ihnen wohnten, und in 51,4 Prozent der Haushalte lebte mindestens eine Person über 60 Jahren. Das Durchschnittseinkommen eines Haushalts pro Jahr betrug 62.970 US-Dollar, das Durchschnittseinkommen einer Familie pro Jahr lag bei 85.196 US-Dollar. Schätzungsweise 18,1 Prozent der Einwohner von Sharon Springs lebten unterhalb der Armutsgrenze.